# Combiné nordique aux championnats du monde de ski nordique 1931
Pour un article plus général, voir Championnats du monde de ski nordique 1931.
Navigation
1930 1933
L'épreuve du combiné nordique des championnats du monde de ski nordique 1931 s'est déroulée à Oberhof (Allemagne) le 13 février 1931.

## Palmarès
| Date            | Lieu    | Course                                                     | Or                   | Argent          | Bronze           |
| --------------- | ------- | ---------------------------------------------------------- | -------------------- | --------------- | ---------------- |
| 13 février 1931 | Oberhof | 18 km individuel en style classique / deux manches de saut | Johan Grøttumsbråten | Sverre Kolterud | Arne Rustadstuen |

## Classement final
| Rang   | Athlètes             | Nationalité | Points |
| ------ | -------------------- | ----------- | ------ |
| Or     | Johan Grøttumsbråten | Norvège     | 439,00 |
| Argent | Sverre Kolterud      | Norvège     | 419,00 |
| Bronze | Arne Rustadstuen     | Norvège     | 418,00 |
| 4.     | Kristian Hovde       | Norvège     | 416,00 |
| 5.     | Heinz Ermel          | Allemagne   | 410,00 |
| 6.     | Martin Peder Vangli  | Norvège     | 408,75 |

## Tableau des médailles
| #  | Nation  | Or | Argent | Bronze | Total |
| -- | ------- | -- | ------ | ------ | ----- |
| 1. | Norvège | 1  | 1      | 1      | 3     |